# Stefano Rossini
Stefano Rossini (ur. 2 lutego 1971 w Viadanie) – włoski piłkarz, występujący na pozycji obrońcy.

## Kariera klubowa
Karierę piłkarską Stefano Rossini rozpoczął w drugoligowej Parmie w 1987 roku. Dobra gra zaowocowała transferem do ówczesnego mistrz Włoch - Interu Mediolan. W barwach nerroazurrich zadebiutował 30 sierpnia 1989 w wygranym 2-0 spotkaniu Pucharu Włoch z Cosenzą. W pierwszym sezonie w Interze Rossini wystąpił w 14 meczach. Nie mogąc wywalczyć miejsca w składzie Interu został kolejno wypożyczany do Fiorentiny, Parmy i Udinese Calcio. W 1992 powrócił do Interu. Ostatni raz w barwach czarno-niebieskich wystąpił 4 kwietnia 1993 w wygranym 3-1 meczu ligowym z Sampdorią. W Interze rozegrał 20 spotkań (17 w lidze i 3 w Pucharze Włoch).
W 1993 powrócił do Udinese. Z Udinese spadł do Serie B i po sezonie odszedł do innego spadkowicza z Serie A - Piacenzy. W 1995 powrócił z Piacenzą do Serie A. W 1996 przeszedł do Atalanty BC. W październiku 1997 odszedł do Lecce, z którym w tym samym sezonie spadł do Serie B. W Lecce Rossini pożegnał się z Serie A, w której w latach 1989-1998 rozegrał 119 spotkań. Na początku 1998 odszedł na 3 lata do Genoi. Sezon 2001-02 spędził w drugoligowej Ternanie. W 2002 powrócił do Genoi. W kolejnym sezonie występował w drugoligowym Como. W 2004 został zawodnikiem trzecioligowego Cremonese, z którym rok później awansował do Serie B. Lata 2006-2008 spędził w czwartoligowych Reggianie i Pizzighettone. Od 2008 występuje w lokalnych klubach, obecnie w siódmioligowym Fiore.
| Sezon     | Klub             | Kraj   | Rozgrywki  | Mecze | Bramki |
| --------- | ---------------- | ------ | ---------- | ----- | ------ |
| 1987/88   | Parma F.C.       | Włochy | Serie B    | 3     | 0      |
| 1988/89   | Parma F.C.       | Włochy | Serie B    | 25    | 0      |
| 1989/90   | Inter Mediolan   | Włochy | Serie A    | 14    | 0      |
| 1990/91   | ACF Fiorentina   | Włochy | Serie A    | 0     | 0      |
| 1990/91   | Parma F.C.       | Włochy | Serie A    | 7     | 0      |
| 1991/92   | Udinese Calcio   | Włochy | Serie B    | 31    | 0      |
| 1992/93   | Inter Mediolan   | Włochy | Serie A    | 3     | 0      |
| 1993/94   | Udinese Calcio   | Włochy | Serie A    | 18    | 0      |
| 1994/95   | Piacenza Calcio  | Włochy | Serie B    | 32    | 0      |
| 1995/96   | Piacenza Calcio  | Włochy | Serie A    | 28    | 0      |
| 1996/97   | Atalanta BC      | Włochy | Serie A    | 22    | 0      |
| 1997/98   | Atalanta BC      | Włochy | Serie A    | 3     | 0      |
| 1997/98   | US Lecce         | Włochy | Serie A    | 24    | 0      |
| 1998/99   | US Lecce         | Włochy | Serie B    | 1     | 0      |
| 1998/99   | Genoa CFC        | Włochy | Serie B    | 25    | 1      |
| 1999/2000 | Genoa CFC        | Włochy | Serie B    | 23    | 0      |
| 2000/01   | Genoa CFC        | Włochy | Serie B    | 29    | 1      |
| 2001/02   | Ternana Calcio   | Włochy | Serie B    | 24    | 1      |
| 2002/03   | Genoa CFC        | Włochy | Serie B    | 34    | 0      |
| 2003/04   | Calcio Como      | Włochy | Serie B    | 27    | 0      |
| 2004/05   | US Cremonese     | Włochy | Serie C1   | 20    | 0      |
| 2005/06   | US Cremonese     | Włochy | Serie B    | 16    | 0      |
| 2006/07   | AC Reggiana 1919 | Włochy | Serie C2   | 18    | 0      |
| 2007/08   | AS Pizzighettone | Włochy | Serie C2   | 3     | 0      |
| 2008/09   | AC Fidenza 1922  | Włochy | Eccellenza | 25    | 0      |
| 2009/10   | SBC Oltrepo      | Włochy | Serie D    | ?     | ?      |
| 2010/11   | LibertaSpes      | Włochy | Promozione | ?     | ?      |
| 2011/12   | Fiore            | Włochy | Promozione | ?     | ?      |

## Kariera reprezentacyjna
Stefano Rossini w reprezentacji Włoch do lat 21. W 1992 wygrał z nią Mistrzostwa Europy U-21 po pokonaniu w finale Szwecji (Rossini wystąpił w obu meczach finałowych). W tym samym roku pojechał na Igrzyska Olimpijskie, na których Włochy odpadły w ćwierćfinale. Na turnieju w Hiszpanii wystąpił we wszystkich czterech meczach z USA, Polską, Kuwejtem i Hiszpanią.